# Пекинский педагогический университет
Пекинский педагогический университет (кит. упр. 北京师范大学, пиньинь Běijīng Shīfàn Dàxué, палл. Бэйцзин Шифань Дасюэ) — университет в Пекине, один из старейших университетов Китая.

## История
В 1898 году во время «Ста дней реформ» император, правивший под девизом «Гуансюй», издал указ об основании Столичных учительских палат. Реформы были прекращены императрицей Цыси, но последовавший вскоре разгром западными державами восстания ихэтуаней показал, что реформы Китаю необходимы, и в 1901 году приступили к реализации указа. 17 декабря 1901 года в парке Цзиншань было начато обучение в вузе, названном Столичные учительские палаты (京师大学堂). В указе было сказано, чтобы там отдельно учили «по-обычному», и отдельно — «по-специальному», и потому в вузе было два отделения: «Учреждение служащих и изучающих» (仕学馆) и «Учреждение обучающих» (师范馆). На основе первого Учреждения впоследствии был создан Пекинский университет, второе же в 1904 году было переименовано в Отдел педагогов высшего класса (优级师范科). В мае 1908 года Отдел педагогов высшего класса Столичных учительских палат был преобразован в Столичный учительский колледж педагогов высшего класса (京师优级师范学堂). Именно с этого момента начинается история первого в Китае высшего учебного заведения по подготовке преподавателей.
В мае 1912 года Столичный учительский колледж педагогов высшего класса сменил название на Пекинское высшее педагогическое училище (北京高等师范学校). В 1923 году при вузе были открыты три исследовательских отдела — по изучению китайского языка, английского языка и историко-географический, в результате чего он из простого учебного заведения превратился в учебно-исследовательское. В 1923 году Пекинское высшее педагогическое училище было официально переименовано в Педагогический университет (师范大学).
В июле 1931 года Бэйпинский педагогический университет был слит с Бэйпинским женским педагогическим университетом (после объединения Китая под властью партии гоминьдан Пекин был в 1928 году переименован в «Бэйпин») в Государственный бэйпинский педагогический университет (国立北平师范大学), состоящий из Педагогического института (教育学院), Гуманитарного института (文学院), Естественнонаучного института (理学院) и аспирантуры (研究院).
Когда в 1937 году началась японо-китайская война, Бэйпинский педагогический университет был эвакуирован в Сиань, где вместе с Государственным бэйпинским университетом и Государственным бэйянским политехническим институтом был объединён в Сианьский временный университет (西安临时大学). Осенью 1938 года университет переехал в Ханьчжун и сменил название на Государственный Северо-западный объединённый университет (国立西北联合大学), и Бэйпинский педагогический университет стал таким образом Педагогическим институтом Северо-западного объединённого университета.
В 1939 году институт был переименован в Северо-западный педагогический институт (西北师范学院), и в 1940 году переехал в Ланьчжоу. После войны, осенью 1946 года институт вернулся в Бэйпин, а в Ланьчжоу на его основе развились Северо-западный университет и Северо-западный педагогический университет.
В начале 1949 года Бэйпин был взят коммунистами, и городу было возвращено старое название «Пекин»; вуз был соответственно переименован в Пекинский педагогический университет (北京师范大学). В начале 1950-х годов в КНР была проведена реорганизация образовательной системы на советский манер, и в состав Пекинского педагогического университета были переданы Естественнонаучный институт Бэйпинского китайского университета, Педагогический факультет Яньцзинского университета, педагогическая аспирантура Китайского народного университета и Католический университет Пекина; новым ректором стал бывший ректор Католического университета, знаменитый историк Чэнь Хэн. Теперь в университете было свыше 340 преподавателей и более 2300 студентов. В 1954 году университет переехал в новый кампус, в котором находится до сих пор.
В 1996 году Пекинский педагогический университет вошёл в число вузов, попавших в Проект 211, а в 2002 году — в число вузов, попавших в Проект 985.
13 октября 2000 года в честь университета астероиду, открытому 18 сентября 1996 года в рамках пекинской Шмидт-ПЗС астероидной программы на наблюдательной станции Синлун, КНР, было присвоено наименование 8050 Beishida.

## Институты и факультеты
- Педагогический факультет
- Институт китайского языка и литературы
- Институт менеджмента
- Институт иностранных языков
- Институт правоведения
- Институт наук о жизни
- Институт информационных технологий
- Институт физкультуры и спорта
- Институт истории
- Институт экономики и делового администрирования
- Институт искусств
- Институт математики
- Институт географии
- Институт философии и социологии
- Институт психологии
- Институт марксизма
- Институт китайского языка и культуры
- Институт химии
- Институт окружающей среды
- Институт ядерных технологий
- Факультет физики
- Факультет астрономии
- Институт социального развития и общественной политики

## Известные выпускники
- Лю Сяобо — правозащитник, лауреат Нобелевской премии мира 2010 года
- Юань Гуйжэнь — министр образования КНР
- Се Цзюнь — чемпионка мира по шахматам
- Чэнь Ибин — многократный чемпион мира и олимпийский чемпион по гимнастике
- Тимоти Гайтнер — министр финансов США
- Хуан Сяньфань — историк